# Steve Gunby
Stephen Robert Gunby (sinh ngày 14 tháng 4 năm 1984, tại Lincoln, Anh) là một cầu thủ bóng đá đã giải nghệ từng thi đấu ở vị trí tiền vệ cho Bury tại Football League.